# Хайнрих фон Бюлов
Хайнрих фон Бюлов (на немски: Heinrich von Bülow; * 27 май 1647; † 6 юни 1721) е благородник от род фон Бюлов, господар в Хелмсдорф и Щедтен в Саксония-Анхалт.
Той е син на Бусо Хайнрих фон Бюлов († 1656) и съпругата му Анна София фон Мьолендорф († 1657), дъщеря на Титке фон Мьолендорф († 1632) и Рикса Мария фон Бодендик. Внук е на Хайнрих фон Бюлов (1569 – 1625) и Еулалия фон Велтхайм-Харбке (1575 – 1651). Правнук е на Бусо фон Бюлов († 1571) и Фредеке фон дер Асебург (1534 – 1604), дъщеря на Бернхард фон дер Асебург († 1534) и Анна фон Алвенслебен († 1571).
Фамилията фон Бюлов притежава от 1616 до 1783 г. имението Хелмсдорф. Господарската къща се създава от 1801 до 1805 г.

## Фамилия
Хайнрих фон Бюлов се жени на 13 септември 1696 г. за Хелена Августа фон Крозигк († 1745), дъщеря на Хайнрих фон Крозигк (1631 – 1705) и Мария Елизабет фон дер Шуленбург († 1682). Те имат шест деца:
- Августа Шарлота, омъжена I. за Адам Кристоф фон Пфул, II. 1712 г. за Александер Тило фон Зеебах
- Бусо Хайнрих (* 17 декември 1700; † 1774), женен за Йохана Хенрика ауз дем Винкел (1712 – 1770); имат дъщеря
- Анна Елизабет
- Йохана Кристина
- Фридрих Готлиб
- Доротея Вилхелмина (* 1707)